# Ваут ван Арт
Ваут ван Арт (хол. Wout van Aert; Херенталс, 15. септембар 1994) белгијски је бициклиста који тренутно вози за UCI ворлд тур тим — Визма—лејз а бајк, а такмичи се у циклокросу и у друмском бициклизму. Два пута је освојио Е3 Саксо банк, а по једном је освојио Страде Бјанке, Милано—Санремо, Гент—Вевелгем, Амстел голд рејс, Омлоп хет Нијувсблад, Бретање класик, класификацију по поенима и награду за најагресивнојег возача на Тур де Франсу, Копа Берноки и Кирн—Брисел—Кирн. Остварио је десет етапних побједа на Тур де Франсу, три на Вуелта а Еспањи и једну наЂиро д’Италији. Једном је освојио национално првенство у друмској и три пута у вожњи на хронометар, три пута је освојио Свјетско првенство у циклокросу и пет пута национално, а такође је освојио три сребрне медаље у друмској вожњи на Свјетском првенству и једну у вожњи на хронометар, као и сребрну медаљу у друмској вожњи и бронзану у вожњи на хронометар на Олимпијским играма.
На почетку каријере такмичио се углавном у циклокросу, а 2019. је почео да се фокусира више на друмски бициклизам, када је потписао трогодишњи уговор са тимом Јумбо—визма. Прве сезоне је возио Тур де Франс, гдје је остварио једну етапну побједу и освојио је национално првенство у вожњи на хронометар. Године 2020. освојио је Милано—Санремо, Страде Бјанке, национално првенство у вожњи на хронометар по други пут и остварио је двије етапне побједе на Тур де Франсу, док је на другом мјесту завршио Ронде ван Фландерен, друмску трку и трку на хронометар на Свјетском првенству. Године 2021. освојио је Гент—Вевелгем, Амстел голд рејс, Тур оф Бтитејн и национално првенство у друмској вожњи, а завршио је на другом мјесту друмску трку на Олимпијским играма и трку на хронометар на Свјетском првенству. Такође, остварио је три етапне побједе на Тур де Франсу, једну на којој је двапут вожен успон Мон Ванту, једну у вожњи на хронометар и једну у спринту на Јелисејским пољима, након чега су га бројни медији назвали најкомплетнијим возачем своје генерације, какав није виђен од Едија Меркса и Бернара Иноа.
Године 2022. освојио је Омлоп хет Нијувсблад, Е3 Саксо банк класик, Бретање класик, класификацију по поенима и награду за најагресивнојег возача на Тур де Франсу, гдје је остварио и три етапне побједе, док је Париз—Рубе завршио на другом, а Лијеж—Бастоњ—Лијеж на трећем мјесту. Године 2023. освојио је Е3 Саксо банк класик по други пут, Копа Берноки, Тур оф Бтитејн и национално првенство у вожњи на хронометар по трећи пут, док је завршио на другом мјесту друмску трку и на Европском и на Свјетском првенству, на трећем мјесту Милано—Санремо и Париз—Рубе, а на четвртом мјесту Ронде ван Фландерен. Године 2024. освојио је Кирн—Брисел—Кирн, а пао је на Дварс дор Фландерену, због чега је морао да пропусти Ронде ван Фландерен и Париз—Рубе. Освојио је бронзану медаљу на Олимпијским играма у вожњи на хронометар, након чега је на Вуелта а Еспањи остварио три етапне побједе и био је лидер брдске и класификације по поенима до етапе 16 када је пао и морао је да напусти трку. Крајем сезоне потписао је уговор са тимом Јумбо—визма до краја каријере, што је први такав уговор потписан у бициклизму.
Од почетка јуниорске каријере водио је велико ривалство са Метјуом ван дер Пулом у циклокросу, а касније и на друму и њихово ривалство сматра се једним од највећих и најдуготрајнијих у историји бициклизма. На Ронде ван Фландерену 2020. њих двојица су отишла у бијег и дошли су на циљ сами, а Ван дер Пул је побиједио у спринту. На Гент—Вевелгему 2020. оптужио је Ван дер Пула да му је било важније да спријечи њега да побиједи него да се и сам бори за побједу, након што је Ван дер Пул реаговао на сваки напад Ван Арта а пуштао је друге возаче да оду.

## Дјетињство и јуниорска каријера
Рођен је и одрастао у фландријском граду Херенталсу, близу Антверпена, од оца Хенка и мајке Ивоне Бекс, који су поријеклом из Холандије. У Фландрији је бициклизам најпопуларнији спорт, његов отац је био аматерски бициклиста, а рођак његовог оца, Холанђанин Јос ван Арт био је професионални бициклиста који је возио Ђиро д’Италију и Тур де Франс. Са осам година возио је своју прву трку, коју је завршио на другом мјесту. Године 2011. почео је да се такмичи у различитим циклокрос дисциплинама широм земље, освојивши Рудервурд трку за јуниоре у оквиру Суперпрестиж такмичења.
Године 2012. завршио је на другом мјесту у трци за јуниоре и на националном и на Свјетском првенству, које је одржано у Фландрији, гдје је изгубио од Ван дер Пула за осам секунди. Студирао је компјутерске науке на Универзитету Томас Мор у Гелу, који је напустио 2013. како би се потпуно посветио бициклизму.

## Професионална каријера

### Почетак каријере
Након сребрне медаље коју је освојио трци за јуниоре на Свјетском првенству, 2013. године је прешао у тим Таленет—фидеа, у којем је почео професионалну каријеру, а такмичио се и на тркама до 23 године. На почетку године освојио је бронзану медаљу у трци за возаче до 23 године на Свјетском првенству, завршивши 22 секунде иза Мајка Теунисена. Освојио је и Суперпрестиж такмичење за возаче до 23 године, побиједивши на три трке. Током сезоне је возио и друмске трке, учествовао је на Белгијум туру, гдје је хронометар завршио два минута иза Тонија Мартина, али је напустио трку током  последње, пете етапе. Године 2014. освојио је Свјетско првенство за возаче до 23 године, 50 секунди испред Михаела Ванхуренхута и минут и 17 секунди испред Ван дер Пула. Освојио је Бпост банк трофеј за возаче до 23 године испред Ван дер Пула, остваривши побједу на пет трка, док је Суперпрестиж за возаче до 23 године завршио на другом мјесту, иза Ван дер Пула, остваривши побједу на три трке. Сезону на друму почео је у мају, када је возио ЗЛМ тур, гдје је пролог на отварању завршио на 32 мјесту, 14 секунди иза Филипа Жилбера, а трку је завршио на осмом мјесту у генералном пласману, 32 секунде иза Жилбера. Крајем јуна возио је национално првенство у друмској вожњи, које је завршио на 63 мјесту, у великој групи која је дошла на циљ, а коју је одспринтао Јенс Дебусхере. Крајем године је почео нову сезону у циклокросу и у новембру је освојио Европско првенство за возаче до 23 године.
Године 2015. званично је почео да се такмичи са професионалцима и освојио је сребрну медаљу на Свјетском првенству, гдје је имао механичких проблема у првих неколико кругова, завршивши на крају 15 секунди иза Ван дер Пула. Освојио је Бпост банк трофеј за сезону 2014/15. побиједивши на пет од укупно осам трка, а у финишу сезоне је освојио сребрну медаљу на Европском првенству, које је по први пут у историји одржано за професионалце, завршивши 19 секунди иза Ларса ван дер Хара. Године 2016. освојио је Свјетско првенство по први пут, пет секунди испред Ван дер Хара, а током сезоне освојио је Свјетски циклокрос куп, Суперпрестиж, гдје је остварио четири побједе, као и Бпост банк трофеј, гдје је остварио шест побједа, уз једно друго и једно треће мјесто. Сезону 2015/16. завршио је на првом мјесту у рангирању циклокрос возача, испред Ван дер Пула. У мају је возио Белгијум тур, гдје је побиједио на прологу на отварању, двије секунде испред Тонија Мартина и узео је прву лидерску мајицу. На другој етапи, Дрис Девенајс је побједом преузео мајицу, док је Ван Арт пао на девето мјесто у генералном пласману, а након етапе изјавио је да је срећан што може да вози на друму и да може да проведе љето без превише притиска и стреса. Трку је завршио на осмом мјесту у генералном пласману, 39 секунди иза Девенајса. У јуну је возио ЗЛМ тур, гдје се на на четвртој етапи одвојио од групе заједно са Сепом Ванмаркеом од којег је изгубио у спринту, завршивши етапу на другом мјесту. У финишу године је поново возио циклокрос и завршио је Европско првенство на трећем мјесту, иза Тона Артса и Ван дер Пула.
Године 2017. освојио је Свјетско циклокрос првенство другу годину заредом, 44 секунде испред Ван дер Пула, који је морао да мијења гуму четири пута. Освојио је Свјетски циклокрос куп за сезону 2016/17. побиједивши на четири трке, уз три друга мјеста, а такође је освојио ДВВ трофеј, гдје је од укупно осам трка побиједио на четири, а четири је завршио на другом мјесту. Суперпрестиж је завршио на другом мјесту, гдје је од осам трка побиједио на једној, а седам завршио на другом мјесту, иза Ван дер Пула. Сезону на друму почео је у мају, када је Тур оф Норвеј завршио на 35 мјесту у генералном пласману, осам минута иза Едвалда Босон Хагена, након чега је возио Белгијум тур, гдје је другу етапу завршио на трећем мјесту у спринту, иза Ван дер Пула и Жилбера. Хронометар на трећој етапи завршио је на трећем мјесту, иза Матијаса Брендла и Тонија Мартина и преузео је лидерску мајицу, десет секунди испред Мартина. На четвртој етапи је изгубио минут и по и пао је на десето мјесто у генералном пласману, 52 секунде иза Ремија Кавање. На последњој, петој етапи, Јенс Кекелајре је узео секунде бонификације и освојио је трку, док је Ван Арт завршио на десетом мјесту, 58 секунди иза. У јуну је освојио Ронде ван Лимбург класик, а недељу дана касније освојио је Бриж класик, гдје је побиједио Ван дер Пула у спринту. Национално првенство у вожњи на хронометар завршио је на шестом мјесту, минут и по иза Ива Лампара, док је у јулу освојио Гран при Серами класик, гдје је био у бијегу заједно са још тројицом возача и побиједио је у спринту испред Жемпија Друкера. На крају своје сезоне на друму, у августу је возио класик Шалс селс. Напао је на 50 km до циља, што је пратило осам возача; на 2,5 km до циља је напао и направио предност, али га је у финишу достигао Тако ван дер Хорн и побиједио га у спринту. Године 2018. освојио је национално и Свјетско циклокрос првенство по трећи пут заредом. Свјетски циклокрос куп је завршио на другом мјесту, иза Ван дер Пула, са двије побједе и три друга мјеста; Суперпрестиж је такође завршио на другом мјесту, поново иза Ван дер Пула, са двије побједе и четири друга мјеста. Сезону на друму почео је крајем марта, када је Омлоп хет Нијувсблад завршио на 32 мјесту, у групи која је дошла на циљ 12 секунди иза Михаела Валгрена. У марту је возио Страде Бјанке по први пут, гдје је напао заједно са Роменом Бардеом на 40 km до циља. На последњој секцији калдрме достигао их је Тиш Бенот, који је отишао од њих, а у последњем километру је и Барде напао. Ван Арт је пао у финишу, на успону Санте Катерина, пред долазак на циљ, на тргу Пјаца дел Кампо и завршио је на трећем мјесту, 58 секунди иза Бенота. У априлу је возио Ронде ван Фландерен по први пут. На 26 km до циља, Ники Терпстра је напао, што нико није пратио и стекао је 40 секунди предности пред последњи успон. На успону су бројни возачи покушавали да нападну, Терпстра је побиједио 12 секунди испред Мадса Педерсена, док је Ван Арт завршио на деветом мјесту, у осмочланој групи која је на циљ дошла 25 секунди иза. Недељу дана касније возио је Париз—Рубе, гдје је Петер Саган напао на 54 km до циља и достигао бјегунце. Ван Арт и Јаспер Стојвен су кренули за њим, након чега је из главне групе напало још возача који су их достигли. Отпао је на секцијама калдрме у финишу и завршио је на 13 мјесту, два и по минута иза Сагана. У августу је возио Денмарк рунт, гдје су на другој етапи бјегунци имали десет секунди предности на 600 метара до циља, када је напао из главне групе, престигао их и побиједио је на етапи, преузевши и лидерску мајицу. Хронометар на четвртој етапи завршио је на другом мјесту, осам секунди иза Мадса Педерсена, док је последњу, пету етапу, завршио у групи коју је одспринтао Тим Мерлије и освојио је трку 32 секунде испред Расмуса Кводеа. Десет дана касније возио је Европско првенство у друмској вожњи, које је завршио на трећем мјесту у спринту, иза Матеа Трентина и Ван дер Пула. До краја године возио је циклокрос трке, остваривши неколико побједа, а Европско првенство завршио је на другом мјесту, иза Ван дер Пула.

### 2019.
Године 2018. током сезоне на друму возио је за тим Верандас вилемс—крелан, али је изразио незадовољство кад је објављено да ће се тим спојити са тимом Ромпот—Недерландсе лотерај. Претходно се био договорио са тимом ЛотоНЛ—јумбо да пређе од 2020. године, али је одлучио да у септембру 2018. раскине уговор са тимом Верандас вилемс—крелан, односно са тимом Снипер сајклинг, како је познат током такмичења у циклокросу. Из ЛотоНЛ—јумба су истакли да су спремни да га доведу годину раније, док су из тима Верандас вилемс—крелан тражили одштету од 500.000 евра, али му је UCI дозволио да промијени тим. Трансфер је званично објављен у децембру 2018. а тиму се придружио од марта 2019. У периоду од октобра до марта, током циклокрос сезоне, возио је за Сибел—себон офроад тим. У јануару, завршио је национално првенство на другом мјесту, 52 секунде иза Артса. На другом мјесту је завршио и Свјетски циклокрос куп, такође иза Артса, остваривши једну побједу, након чега је и Свјетско првенство завршио на другом мјесту, 16 секунди иза Ван дер Пула.
Сезону на друму почео је у марту, када је возио Омлоп хет Нијувсблад. Грег ван Авермат је напао на успону Мур—Капелмур, на 10 km до циља и одвојила се група од шест возача. У финишу је Здењек Штибар напао и остварио соло побједу, док је Ван Арт завршио на 13 мјесту, у групи која је на циљ дошла 25 секунди иза. Сезону је наставио на Страде Бјанкеу, гдје је Жилијен Алафилип напао на 23  до циља, на сектору Монтепарти, што су пратили Ван Арт и Јакоб Фуглсанг, али је Ван Арт отпао на сектору Коле Пинцуто, на 17 km до циља и завршио је на трећем мјесту, 27 секунди иза Алафилипа који је побиједио нападом пред циљ у Сијени. Десет дана касније возио је Милано—Санремо по први пут. На успону Пођо ди Санремо, на 6,5 km до циља, одвојила се група од седам возача, у којој су били Ван Арт, Алафилип, Алехандро Валверде, Винченцо Нибали, Матеј Мохорич, Оливер Насен и Саган. На спусту их је достигло још возача, а у спринту је побиједио Алафилип, док је Ван Арт завршио на шестом мјесту. Недељу дана касније возио је Е3 Бинкбанк класик, на којем је Боб Јунгелс напао из главне групе на 60 km до циља и достигао бјегунце. На успону Патеберг, из главне групе су се одвојили Штибар, Ван Арт, Ван Авермат и Алберто Бетиол и достигли су Јунгелса на 7 km до циља, који је напао поново у последњих пет километара, али је достигнут. Штибар је почео да спринта на 200 метара до циља и побиједио је, док је Ван Арт завршио на другом мјесту. У априлу је возио Ронде ван Фландерен, гдје су на 30 km до циља напали Сеп Ванмарке, Дилан ван Барле и Каспер Асгрен. Након што су достигнути, Бетиол је напао на 17 km до циља, што нико није пратио. У групи иза било је 15 возача, али нису радили организовано и Бетиол је стекао 30 секунди предности и побиједио је; у финишу је Асгрен напао из групе и завршио је на другом мјесту, док је Ван Арт завршио на 14 мјесту, у групи која је дошла на циљ 17 секунди иза Бетиола.  Недељу дана касније возио је Париз—Рубе, гдје му је на 94 km до циља пукла гума и морао је да мијења бицикл, а затим је на 85 km до циља пао и успио је да се врати у групу након 13 km колико је возио сам. На сектору 16. Весли Кредер је напао, што су пратили Нилс Полит, Жилбер и Ридигер Селиг, након чега је Ван Арт кренуо за њима, а пратили су га Саган и Ванмарке. Они су брзо стигли водећу четворицу и стекли су минут предности испред групе од 30 возача која је била иза њих. Жилбер је напао на 23  до циља, што Ван Арт није могао да прати, а касније су га достигли возачи који су напали из групе и завршио је на 22 мјесту, минут и 42 секунде иза Жилбера. Сезону је наставио на Амстел голд рејсу, који је завршио преко четири минута иза Ван дер Пула.
У јуну је возио Критеријум ди Дофине, гдје је прву етапу завршио на трећем мјесту у спринту, иза Босон Хагена и Жилбера, а трећу етапу је завршио на другом мјесту, иза Сема Бенета. На хрономету на четвртој етапи побиједио је 31 секунду испред Тиџеја ван Гардерена и дошао је на девето мјесто у генералном пласману. На петој етапи, побиједио је у спринту испред Бенета, остваривши другу побједу заредом на трци, а захваљујући секундама бонификације дошао је на пето мјесто у генералном пласману, 20 секунди иза Адама Јејтса. На брдским етапама је губио вријеме и трку је завршио 45 минута иза Фуглсанга, освојивши класификацију по поенима. Крајем јуна освојио је национално првенство у вожњи на хронометар по први пут, 32 секунде испред Лампара, а три дана касније је првенство у друмској вожњи завршио на трећем мјесту у спринту, иза Мерлијеа и Тимотија Дупона. У јулу је возио Тур де Франс по први пут. Тим Јумбо—визма је побиједио на екипном хронометру на другој етапи, захваљујући чему је дошао на друго мјесто у генералном пласману, десет секунди иза сувозача Теунисена који је побиједио на првој етапи. На трећој етапи је Алафилип напао на 15  до циља и побиједио је, док је Ван Арт завршио на деветом мјесту, у групи која је дошла 26 секунди иза и остао је на другом мјесту у генералном пласману, 20 секунди иза Алафилипа. На петој етапи, на којој је вожено неколико успона, завршио је на другом мјесту у спринту, иза Сагана и смањио је заостатак у генералном пласману на 14 секунди иза Алафилипа. На шестој етапи је изгубио 14 минута и испао је из првих десет. На десетој етапи, усљед јаког вјетра група се раздвојила и у првој групи је остало око 30 возача. У спринту је побиједио испред Елије Вивијанија и Кејлеба Јуана, остваривши прву побједу на Тур де Франсу у каријери. На етапи 15 је вожен хронометар, током којег је пао и морао је да напусти трку; одвезен је у болницу, гдје је остао четири дана. Касније је изјавио да је пад био толико тежак да је могао да му заврши каријеру и да је његово стање погоршано током операције, јер доктори нису правилно радили на лијечењу тетиве. У новембру је добио награду за белгијског бициклисту године, познату под називом Фландријац године. Није било познато хоће ли се опоравити на вријеме за почетак циклокрос сезоне 2019/20. или за сезону друмских класика 2020, али се вратио такмичењу крајем децембра, када је циклокрос трку Азенкрос завршио на петом мјесту.

### 2020.
Због повреде на Тур де Франсу 2019. возио је мало циклокрос трка у сезони 2019/20. завршивши Свјетско првенство на четвртом мјесту, уз једну остварену побједу у такмичењу ДВВ трофеј.
Сезону на друму почео је крајем фебруара, на Омлоп хет Нијувсбладу, за који се није очекивало да ће бити спреман да вози. На успону Мур—Капелмур, Стојвен и Лампар су напали, а затим их је достигао и Серен Краг Андерсен. Стојвен је побиједио у спринту, док је Ван Арт завршио на 11 мјесту, у групи која је на циљ дошла минут и 28 секунди иза. Због пандемије ковида 19 у марту је прекинута читава сезона у бициклизму, а трке су или одложене или отказане. Након што се сезона наставила, 1. августа је возио Страде Бјанке, на којем је Фуглсанг напао на 40 km до циља, а затим су га достигли Ван Арт, Ван Авермат, Бетиол, Давиде Формоло и Максимилијан Шахман. Они су стекли предност од минут испред групе, а на 12 km до циља Ван Арт је напао и остварио соло побједу, 30 секунди испред Формола и Шахмана, остваривши тако побједу након два трећа мјеста заредом на трци. Четири дана касније возио је Милано—Торино, који је завршио на трећем мјесту у спринту, иза Арноа Демара и Јуана. Дана 8. августа, возио је Милано—Санремо, гдје је био један од највећих фаворита, заједно са Алафилипом, Ван дер Пулом и Саганом. На километар до врха успона Пођо ди Санремо напао је заједно са Алафилипом и стекли су предност испред групе, коју су задржали до краја, а у спринту је побиједио Ван Арт, освојивши свој први монументални класик. Сезону је наставио на Критеријуму ди Дофине, гдје је побиједио у спринту на успону на првој етапи и узео је прву лидерску мајицу. У наставку је радио за Приможа Роглича, који је напустио трку прије почетка последње, пете етапе, након што се повриједио у паду на четвртој етапи. Послије одустајања Роглича, Ван Арт је освојио класификацију по поенима, са истим бројем бодова као Тадеј Погачар, али уз једну етапну побједу. Недељу дана касније освојио је национално првенство у вожњи на хронометар по други пут, 30 секунди испред Виктора Кампенартса.
Крајем августа возио је Тур де Франс, на којем су бројни медији очекивали да ће се борити са Саганом за зелену мајицу, али је он одбацио ту могућност, истичући да му је једини циљ да помогне својим лидерима тима — Рогличу и Димулену, како би неко од њих освојио Тур де Франс. Након прве четири етапе на којима није учествовао у спринту, на петој етапи је побиједио испред Сеса Бола и Бенета, остваривши другу побједу на Тур де Франсу у каријери. На седмој етапи је побиједио испред Босон Хагена и Брајана Кокара, чиме је дошао на треће мјесто у класификацији по поеним. Етапу 11 је завршио на трећем мјесту у спринту, иза Јуана и Бенета. На етапи 18, радио је на челу за Роглича у финишу и пратио их је само Погачар у почетку. Сувозачи из Инеоса — Ричард Карапаз и Михал Квјатковски били су у бијегу и дошли су заједно на циљ, а Ван Арт је завршио на трећем мјесту, двије секунде испред Роглича и Погачара. Хронометар на етапи 20 завршио је на четвртом мјесту, минут и по иза Погачара, који је надокнадио заостатак од 57 секунди иза Роглича и преузео жуту мајицу за лидера трке. Последњу етапу на Јелисејским пољима завршио је на шестом мјесту у спринту и завршио је на 20 мјесту у генералном пласману и на петом мјесту у класификацији по поенима.
Крајем септембра возио је Свјетско првенство, гдје је у трци на хронометар освојио сребрну медаљу, завршивши 26 секунди иза Филипа Гане и три секунде испред Стефана Кинга. Два дана касније возио је друмску трку на Свјетском првенству, гдје је на последњем успону напао Марк Ирши, што је пратила мала група возача, а при врху успона је напао Алафилип, што нико није могао да прати. Ван Арт, Фуглсанг и Квјатковски су радили у групи иза, а затим су их достигли Ирши и Роглич. Роглич је једини мијењао Ван Арта на челу и предност се повећавала; Алафилип је побиједио, док је Ван Арт одспринтао групу која је дошла 24 секунде иза и освојио је сребрну медаљу. Послије трке изјавио је: „Урадили смо оно што смо жељели. Нисам могао да пратим када је Жилијен напао. Разочаран сам, друго мјесто је болно. Био сам сјајан, имао сам ноге кокве сам желио, али један возач је био бољи. Двапут сребро, то погађа јако.“ У октобру је возио Гент—Вевелгем, гдје се након напада у последњих 50 километара одвојила група од 15 возача. Они су радили на смјену до 7 km до циља, када су почели да нападају у покушају да остваре соло побједу. Ван дер Пул је реаговао на сваки напад Ван Арта, а није пратио кад су нападали други возачи и у финишу су се одвојила четири возача. Педерсен је побиједио у спринту испред Флоријана Сенешала и Трентина, док су Ван Арт и Ван дер Пул завршили заједно, седам секунди иза. Послије трке, оптужио је Ван дер Пула да му је било важније да спријечи њега да побиједи него да се и сам бори за побједу, након што је Ван дер Пул реаговао на сваки напад Ван Арта а пуштао је друге возаче да оду. Недељу дана касније возио је Ронде ван Фландерен. Алафилип је напао на успону Копенберг на 48 km до циља, а иза њега формирала се група од осам возача. Достигнут је на 40  до циља, након чега је опет напао, што је пратио Ван дер Пул. Ван Арт је возио на темпо иза њих и успио је да их достигне на 37 km до циља. На око 30 km до циља, Ван дер Пул је возио иза мотора, касно са склонио, због чега Алафилип није могао да избјегне мотор јер није знао да се он ту налази и ударио је у њега и морао је да напусти трку. Ван Арт и Ван дер Пул су возили сложно, на смјену и стекли су предност од минут и по. У последња два километра су успорили, гледали се и штедјели снагу, а након што су ушли у последњи километар Ван Арт више није хтио да изађе на чело. На 200 метара до циља почео је да спринта, у почетку је био испред Ван дер Пула, који га је достигао и на снимку фото финиша утврђено је да је Ван дер Пул побиједио; група је дошла осам секунди иза њих. Планирао је да вози Париз—Рубе крајем октобра, али је отказан због повећаног броја случајева корона вируса у Француској.

### 2021.
На почетку сезоне у циклокросу, освојио је национално првенство по четврти пут, као и Свјетски куп по трећи пут, гдје је остварио двије побједе на пет трка, док је њих девет отказано због пандемије ковида 19. На Свјетском првенству које је одржано у Остендеу, Ван Арт и Ван дер Пул су отишли од осталих на успону преко моста, гдје је максимални нагиб био 21%. Ван дер Пул је пао у другом кругу, након чега се Ван Арту пробушила гума у трећем кругу и Ван дер Пул га је достигао, а затим и отишао од њега. Ван Арт до краја није могао да га достигне и завршио је на другом мјесту, 37 секунди иза, освојивши четврту сребрну медаљу.
Сезону на друму почео је у марту, на Страде Бјанкеу, гдје је био један од највећих фаворита, заједно са Ван дер Пулом и Алафилипом, који су се у том тренутку сматрали најбољим класик возачима. а то је био први пут након Ронде ван Фландерена 2020. да су сва тројица заједно стартовала неку трку. На успону Монте Санте Мари одвојила се група у којој су били Алафилип, Ван Арт, Ван дер Пул, Еган Бернал, Погачар, Михал Гегл, Квин Симонс, Кевин Женије и Том Пидкок. На почетку последњег сектора, Погачар је почео да заостаје, након чега је Ван дер Пул напао на 12  до циља и једино га је Алафилип пратио. На 10 km до циља, достигао их је Бернал, док су Погачар, Ван Арт, Гегл и Пидкок оформили потјеру иза и смањили су заостатак на 13 секунди. Предност је порасла на 25 секунди на почетку успона, на километар до циља, а Ван дер Пул је напао на средини успона и побиједио је пет секунди испред Алафилипа. Бернал је завршио на трећем мјесту, 20 секунди иза, док је Ван Арт напао из друге групе и завршио је на четвртом мјесту, 51 секунду иза. Сезону је наставио на Тирено—Адријатику, гдје је побиједио у спринту на првој етапи испред Јуана и Фернанда Гавирије и узео је прву лидерску мајицу. на другој етапи, Сајмон Јејтс је напао на 20 km до циља, што су пратили Жоао Алмеида и Павел Сиваков, а затим им се придружио Микел Ланда. На 2  до циља, Јејтс је отпао из бијега, а група је достигла и остале бјегунце и у спринту на успону завршио је на трећем мјесту, иза Алафилипа и Ван дер Пула. Циљ треће етапе је поново био на благом успону, у спринту је завршио на другом мјесту, иза Ван дер Пула. На четвртој етапи, Герент Томас је напао на 7  до циља, што је пратио Погачар, а након што су достигли Мадса Вирц Шмита који је био у бијегу, Погачар је напао на 5 km до циља. Ван Арт је радио на челу групе, а када је Томас достигнут, Бернал је напао, што су пратили Јејтс и Ланда, а Ван Арт је отпао и завршио је 45 секунди иза Погачара, због чега је пао на друго мјесто у генералном пласману, 35 секунди иза Погачара. На петој етапи, Ван дер Пул је радио на челу групе на 65 km до циља, због чега су отпали многи возачи. Бернал је напао на 56 km до циља, а када је достигнут Ван дер Пул је напао на 52  до циља и брзо је стекао три минута предности. Погачар је напао из групе на 17 km до циља, што нико није пратио и углавном су ишли један по један трудећи се да што више смање заостатак. Ван Арт је завршио на трећем мјесту, 49 секунди иза Ван дер Пула и 39 секунди иза Погачара и остао је на другом мјесту у генералном пласману, минут и 15 секунди иза Погачара. На хронометру на последњој, седмој етапи, побиједио је шест секунди испред Кинга и завршио је на другом мјесту у генералном пласману, минут и три секунде иза Погачара, уз освојену класификацију по поенима. Десет дана касније возио је Милано—Санремо, гдје је био један од највећих фаворита за побједу, заједно са Ван дер Пулом и Алафилипом. Прије трке, изјавио је да она долази у правом тренутку за њега, док је Ван дер Пул изјавио да је Ван Арт у предности јер је већ једном освојио трку. На успону Пођо ди Санремо, Алафилип је напао, што је одмах пратио Ван Арт, а ускоро их је достигло још возача. На 3 km до циља, Стојвен је напао, што није нико пратио. Група га је у финишу скоро достигла, али је Стојвен побиједио, док је Ван Арт завршио на трећем мјесту, изгубивши у спринту од Јуана.
Дана 26. марта возио је Е3 Саксо банк класик, који је завршио на 11 мјесту, минут и по иза Асгрена који је остварио побједу нападом у последњих пет километара. Два дана касније возио је Гент—Вевелгем, гдје се група подијелила на 180 km до циља. Био је у првој групи, у којој је било 25 возача, а на првом прелазу преко успона Камелберг, на 80  до циља, Штибар је напао и одвојила се група од седам возача. Натан ван Хојдонк је радио за Ван Арта како не би нико нападао и дошли су заједно на циљ, а у спринту је Ван Арт побиједио испред Ђакома Ницола и Трентина. Почетком априла возио је Ронде ван Фландерен, гдје се одвојила група на другом прелазу преко успона Ауде кваремонт. На 27 km до циља Асгрен је напао, што је пратио Ван дер Пул, а затим им се придружио Ван Арт. Њих тројица су радили заједно, а при врху последњег прелаза преко успона Ауде кваремонт, Ван дер Пул је напао, што Ван Арт није могао да прати. До краја трке достигло га је још возача и завршио је на шестом мјесту, 47 секунди иза Асгрена, који је у спринту побиједио Ван дер Пула. Дана 14. априла возио је Брабантсе пајл, гдје је Пидкок напао на око 50 km до циља, што су пратили Ван Арт и Трентин. Они су достигли бјегунце, а Трентин је напао на 30 km до циља и стекао је 18 секунди предности. Пидкок је напао на 15  до циља, на успону Хертстрат, што је пратио Ван Арт. Њих двојица су у финишу достигли Трентина, а у спринту је побиједио Пидкок, док је Ван Арт завршио на другом мјесту. Четири дана касније возио је Амстел голд рејс, гдје се у последњем кругу одвојио заједно са Пидкоком и Шахманом, након чега је побиједио у спринту, у фото финишу испред Пидкока. У јуну је освојио национално првенство у друмској вожњи по први пут, побиједивши у спринту Едварда Тунса и Ремка Евенепула, који су били у бијегу са њим, чиме је остварио пету побједу у сезони.
У јулу је возио Тур де Франс, гдје је хронометар на петој етапи завршио на четвртом мјесту, 30 секунди иза Погачара и дошао је на треће мјесто у генералном пласману, иза Ван дер Пула и Погачара. Десету етапу, која је вожена углавном по равном, завршио је на другом мјесту у спринту, иза Марка Кевендиша. На етапи 11 је био у бијегу, одакле је напао на 32 km до циља, на успону Мон Ванту и побиједио је минут и 14 секунди испред Кенија Елисондеа и Баукеа Молеме. Послије етапе изјавио је да му је то можда најбоља побједа у каријери. На етапи 20, побиједио је на 30,8 km дугом хронометру, 21 секунду испред Асгрена, након чега је на последњој, етапи 21, побиједио у спринту испред Јаспера Филипсена и Кевендиша, а Тур је завршио на 19 мјесту у генералном пласману, четвртом у брдској класификацији и на петом у класификацији по поенима. Након трке изјавио је да су његови резултати непроцјењиви, док су га бројни медији назвали најкомплетнијим возачем своје генерације, какав није виђен од Едија Меркса и Бернара Иноа. Постао је први возач након Иноа 1979. који је на једном издању Тур де Франса остварио побједе на брдској етапи, хронометру и у групном спринту.
Десет дана послије Тур де Франса, возио је друмску трку на Олимпијским играма 2020. које су због пандемије ковида 19 помјерене за 2021. На 40 km до циља, на успону Микуни одвојила се група од 13 возача, у којој је био и Ван Арт. Карапаз и Брендон Макналти су напали из прве групе и стекли су предност од 40 секунди у посљедњих 20 километара. На 6 km до циља Макналти је отпао, а Ван Арт је радио у групи иза покушавајући да достигне Карапаза, који је повећавао предност и остварио је соло побједу, док је Ван Арт одспринтао групу и завршио је на другом мјесту, минут и седам секунди иза, освојивши сребрну медаљу. Четири дана послије друмске трке, возио је хронометар, који је завршио на шестом мјесту, минут и 40 секунди иза Роглича и 37 секунди иза трећепласираног Роана Дениса. Почетком септембра возио је Тур оф Бритејн, гдје је на првој етапи побиједио у спринту испред Нилса Екхофа и узео је прву лидерску мајицу. На другој етапи је побиједио Робин Карпентер из бијега, који је преузео прво мјесто, док је Ван Арт пао на друго мјесто у генералном пласману, а екипни хронометар на трећој етапи Тим Јумбо—визма је завршио на трећем мјесту и пао је на треће мјесто у генералном пласману, 16 секунди иза Итана Хејтера. Циљ четврте етапе био је на успону, Матео Јоргенсен је напао на 7  до циља, али је достигнут. Мајкл Вудс је напао на најстрмијем дијелу последњег успона, што су пратили Алафилип и Ван Арт, а на блажим дјеловима их је достигао Хејтер. Алафилип је почео да спринта на 500 метара до циља, што је пратио само Ван Арт, који га је обишао и побиједио, чиме је поново преузео лидерску мајицу, двије секунде испред Хејтера. На петој етапи, Хејтер је побиједио у спринту и узео је лидерску мајицу захваљујући секундама бонификације, након чега је Ван Арт остварио трећу етапну побједу на шестој етапи и смањио је заостатак на четири секунде. На последњој, осмој етапи, побиједио је у спринту испред Андреа Грајпела и Кевендиша и освојио је трку шест секунди испред Хејтера, остваривши четири етапне побједе. Недељу дана касније возио је Свјетско првенство, гдје је освојио сребрну медаљу у вожњи на хронометар, завршивши шест секунди иза Гане. На Свјетском првенству у друмској вожњи, био је лидер Белгије заједно са Евенепулом, који је прво пратио напад Беное Коснефрое, а након што су достигнути, на 90 km до циља пратио је напад Нилса Полита, али су брзо достигнути. У последњих 50 километара Алафилип је напао и одвојила се група од десет возача. Евенепул је радио на челу за Ван Арта и достизао сваки напад, а након што је отпао од групе, на 26 km до циља, Алафилип је напао на успону, што нико није могао да прати. Ван Арт није имао снаге ни да прати друге возаче и завршио је на 11 мјесту, минут и 14 секунди иза Алафилипа. Почетком октобра возио је Париз—Рубе, који је био помјеран са априла на октобар због пандемије ковида 19. На око 100  до циља, Ван дер Пул је напао, што су пратили Колбрели, Јоргенсен и Гијом Бовен, а касније их је достигао и Ван Арт. Ван дер Пул је напао поново на 70  до циља, што је пратио Колбрели, а Ван Арт је отпао. До краја се његов заостатак повећавао и завршио је на седмом мјесту, у групи која је дошла на циљ минут и 16 секунди иза Колбрелија који је побиједио у спринту и освојио трку.

### 2022.
Током сезоне 2021/22. у циклокросу, освојио је национално првенство по пети пут, остварио је двије побједе у Свјетском купу, у Вал ди Солеу и Дедремондеу, 49 секунди испред Ван дер Пула. У Суперпрестижу је такође остварио двије побједе, у Золдеру испред Пидкока, као и у Бому испред Артса. У такмичењу  бадкамерс трофеј остварио је три побједе, у Балу десет секунди испред Пидкока, у Ленхуту 14 секунди испред Ванхуренхута, као и у Херенталсу, преко минут испред Пидкока и Артса.
Сезону на друму почео је крајем фебруара, на Омлоп хет Нијувсбладу, гдје је напао на 13 km до циља и побиједио је испред групе коју је одспринтао Колбрели. Почетком марта возио је Париз—Ницу, гдје је напао на првој етапи, на 5 km до циља заједно са сувозачима из тима Јумбо—визма, Лапортом и Рогличем и завршили су 22 секунде испред главне групе, а побиједио је Лапорт. На другој етапи завршио је на другом мјесту у спринту, иза Фабиа Јакобсена, а испред Лапорта, за којим је смањио заостатак на пет секунди у генералном пласману. Циљ треће етапе био је на благом успону, гдје је завршио на трећем мјесту у спринту, иза Педерсена и Кокара, а захваљујући секундама бонификације смањио је заостатак на секунду иза Лапорта у генералном пласману. На четвртој етапи, побиједио је на хронометру двије секунде испред Роглича и преузео је лидерску мајицу, десет секунди испред Роглича. На петој етапи није могао да прати темпо групе и изгубио је око 20 минута. У наставку трке је радио за Роглича, а на посљедњој, осмој етапи, тим Јумбо—визма је раздвојио групу на 70 km до циља и у групи је остало 20 возача. На 50 km до циља напао је Данијел Мартинез, што су пратили Сајмон Јејтс, Роглич, Наиро Кинтана и Ван Арт. Јејтс је напао на 4 km до циља, што нико није пратио; Ван Арт је радио за Роглича и завршио је на другом мјесту, девет секунди иза. У генералном пласману завршио је на 32 мјесту, 37 минута иза Роглича и освојио је класификацију по поенима. Недељу дана касније возио је Милано—Санремо, гдје је Погачар неколико пута нападао на успону Пођо ди Санремо, али га је пратила група од седам возача. Матеј Мохорич је напао на спусту, стекао је предност и побиједио је двије секунде испред групе, а Ван Арт је у спринту завршио на осмом мјесту, последњем у групи.
Дана 25. марта возио је Е3 Саксо банк класик, гдје је напао на 80 km до циља, заједно са Лапортом и Бенотом, а пратили су их Стојвен, Асгрен, Мохорич и Кинг и достигли су бјегунце. Њима се придружило још десет возача на око 60 km до циља, након чега је имао три сувозача у првој групи. На 42 km до циља, напао је на успону Патеберг, што је пратио само Лапорт. Њих двојица су до краја радили заједно и повећавали предност; прошли су кроз циљ заједно, без борбе, а побиједио је Ван Арт. Два дана касније возио је Гент—Вевелгем, гдје је напао на успону Камелберг, што су пратили Асгрен, Лапорт, Краг Андерсен, Мохорич и Педерсен, али нису радили сложно и група их је достигла. У финишу су се одвојили Бинијам Грмај, Лапорт, Стојвен и Дрис ван Гестел; Грмај је побиједио у спринту, а Ван Арт је завршио на 12 мјесту, у групи која је дошла осам секунди иза. Неколико дана прије Ронде ван Фландерена био је позитиван на ковид 19 и морао је да пропусти трку. Такмичењу се вратио послије паузе од двије недеље и возио је Париз—Рубе. На око 210 km до циља, група се раздвојила, а у другој групи остали су Ван Арт и Лапорт, као и Ван дер Пул, Педерсен и Асгрен. Прва група имала је предност од минут, али су се групе спојиле на око 100  до циља. На 29 km до циља, Мохорич је напао, што је пратио Ив Лампар, а затим их је достигао и Дилан ван Барле, док су Ван Арт и Кинг радили заједно иза њих. Ван Барле је напао на петом сектору, на 20 km до циља, што нико није пратио. Лампар је пао, а група у којој је био Ван Арт достигла је Мохорича и завршио је на другом мјесту, минут и 47 секунди иза Ван Барлеа, одспринтавши Кинга. Недељу дана касније возио је Лијеж—Бастоњ—Лијеж по први пут, за шта се одлучио након што је морао да пропусти Ронде ван Фландерен и Амстел голд рејс због ковида 19. Евенепул је напао на успону Коте де ла Редут, на 30 km до циља, што нико није могао да прати. Ван Арт је радио у другој групи, која је дошла на циљ 48 секунди иза Евенепула и завршио је на трећем мјесту, изгубивши у спринту од Квинтена Херманса. У јуну је возио Критеријум ди Дофине, гдје је побиједио на првој етапи у спринту испред Хејтера и узео је прву лидерску мајицу. На другој етапи је Алексис Виљермо побиједио из бијега и узео је лидерску мајицу, док је циљ треће етапе био на успону, гдје је завршио на другом мјесту, иза Давидеа Годуа и поново је преузео лидерску мајицу, шест секунди испред Годуа. Хронометар на четвртој етапи завршио је на другом мјесту, двије секунде иза Гане и повећао је предност у генералном пласману на 53 секунде испред Матије Катанеа. На петој етапи, током које је вожено неколико мањих успона, побиједио је у спринту испред Јордија Меуса и повећао је предност на преко минут испред Катанеа. На последње двије брдске етапе је губио вријеме и завршио је на 49 мјесту у генералном пласману, 30 минута иза Роглича, уз освојену класификацију по поенима.
У јулу је возио Тур де Франс, изјавивши да ће се борити да освоји класификацију по поенима и да ће помагати Рогличу како би освојио трку. Прве три етапе вожене су у Данској, а хронометар на првој етапи у Копенхагену завршио је на другом мјесту, пет секунди иза Лампара. Другу етапу завршио је на другом мјесту у спринту, иза Јакобсена, а захваљујући секундама бонификације преузео је жуту мајицу секунду испред Лампара, што је био први пут у каријери да је узео жуту мајицу за лидера Тур де Франса, а такође је преузео и зелену мајицу, за лидера класификације по поенима. Трећу етапу завршио је поново на другом мјесту у спринту, иза Дилана Груневегена, чиме је све три етапе у Данској завршио на другом мјесту. На четвртој етапи, тим Јумбо—визма је диктирао темпо на посљедњем успону и одвојили су се Ван Арт, Јонас Вингегор и Адам Јејтс на 10 km до циља. Ван Арт је напао при врху успона, а затим стекао предност на спусту и по равном и остварио је соло побједу, осам секунди испред групе. Побједу је прославио имитирајући птицу, што су поједини медији схватили као промовисање слогана компаније Ред бул, а он је истакао да је то било због тога што му је жута мајица дала крила. Стручни консултант телевизије Eurosport и бивши бициклиста — Адам Блајт, изјавио је да никад није видио да је неки возач урадио то у жутој мајици, док је коментатор телевизије NBC Sports — Фил Лиџет, изјавио да га је његов напад подсјетио на Едија Меркса. На петој етапи вожене су секције калдрме које се возе на Париз—Рубеу, током којих је доста возача пало и имали су механичких проблема. Погачар је напао заједно са Стојвеном на 20 km до циља, док је Ван Арт пратио возаче из главне групе и завршио је у групи, 13 секунди иза Погачара и остао је лидер трке. На шестој етапи, отишао је у бијег заједно са Симонсом и Фуглсангом. Они су стекли четири минута предности, Фуглсанг је отпао на 70  до циља, а затим и Симонс; Ван Арт је достигнут на 11 km до циља и убрзо је отпао од групе, завршивши седам и по минута иза Погачара, који је преузео жуту мајицу. Због највише времена проведеног у бијегу, добио је награду за најагресивнојег возача на етапи. Циљ осме етапе био је на успону треће категорије, гдје је дошла група од 25 возача. Ван Арт је пред циљ био блокиран, али када му се отворио простор да прође, обишао је Мајкла Метјуза и остварио је другу побједу на трци и укупно осму на Тур де Франсу у каријери. На деветој етапи, био је у бијегу са још 20 возача; Боб Јунгелс је напао на претпоследњем успону, на 65 km до циља, што није могао да прати, а касније га је достигла и главна група, од које је отпао и завршио је 12 минута иза. На етапи 11 је био у бијегу, узео је 20 поена на пролазном циљу, а након што је достигнут радио је кратко за Јонаса Вингегора прије него што је отпао од групе, а Вингегор је завршио скоро три минута испред Погачара на успону Кол ди Гранон и преузео је жуту мајицу. Етапу 14 завршио је на другом мјесту у спринту, иза Јаспера Филипсена и повећао је предност у класификацији по поенима на скоро 200 поена испред Погачара, а након што је био у бијегу и на етапи 16, имао је дупло више бодова испред Погачара и обезбиједио је побједу у класификацији. На етапи 18, чији је циљ био на успону Отакам, напао је на почетку етапе, али је достигнут, а након што су поново почели напади, пратио их је и отишао је у бијег у којем је било 20 возача. На претпоследњем успону је напао, што су пратили само Тибо Пино и Мартинез. На почетку успона Отакам, појачао је темпо и Пино је отпао, али је онда успорио како би га достигла група у којој је био Вингегор. Радио је на чело групе, која је достигла Мартинеза, а затим су отпали сви возачи осим Вингегора и Погачара. Вингегор је напао, што ван Арт није могао да прати и завршио је на трећем мјесту. На етапи 20, побиједио је на хронометру 19 секунди испред Вингегора, а на последњој, 21 етапи, није учествовао у спринту, већ је заједно са сувозачима прошао кроз циљ минут иза групе, како би прославили Вингегорово освајање Тур де Франса. Добио је награду за најагресивнијег возача цијеле трке, а такође је освојио и класификацију по поенима са 480 поена, чиме је срушио рекорд Петера Сагана по броју поена на једном Тур де Франсу. Након што је он освојио класификацију по поенима, а Вингегор Тур де Франс, тим Јумбо—визма је постао први тим који је освојио жуту и зелену мајицу послије Телекома 1997. када је Јан Улрих освојио Тур де Франс, а Ерик Цабел класификацију по поенима.
Крајем августа возио је Бамер сајкласик у Хамбургу, гдје је напао на последњем успону и одвојила се група од пет возача који су дошли на циљ заједно. Марко Халер је почео рано да спринта, Ван Арт није могао да га обиђе и завршио је на другом мјесту. Недељу дана касније возио је Бретање класик. У бијег је отишло 16 возача, а након што је група смањила заостатак у финишу, напао је и дошао до бјегунаца, што је пратило још возача и у спринту је побиједио испред Алекса Лоренса. Дана 9. септембра возио је Гран при сајклисте де Квебек, гдје је вожено 16 кругова по 12,6 km. Погачар, Ван Арт и Лапорт су напали на почетку посљедњег круга, али су достигнути, након чега је напала група од четири возача који су стекли десет секунди предности, али су достигнути на 5  до циља. На 2  до циља напао је Беноа Коснефроа, који је остварио соло побједу, док је Ван Арт завршио на четвртом мјесту, у групи која је дошла четири секунде иза. Два дана касније возио је Гран при сајклисте де Монтреал, гдје је вожено 17 кругова, који су садржали успон Коте де Камилјен Уд. На почетку успона у посљедњем кругу Адам Јејтс је напао, што је пратио Погачар, а касније су им се придружили Году, Ван Арт и Андреа Бађиоли. Стекли су 30 секунди предности на 5  до циља и остали су до краја трке испред групе. У спринту је завршио на другом мјесту, изгубивши од Погачара. Након што је освојио двије сребрне медаље заредом на Свјетском првенству у вожњи на хронометар, одлучио је да не учествује, већ да се потпуно фокусира на друмску трку. Био је један од највећих фаворита, заједно са Алафилипом и Ван дер Пулом, а за Белгију је возио и Евенепул. На два круга до краја Евенепул је напао, док је Ван Арт требало да прати друге возаче и да спринта за побједу ако га достигну. Евенепул је константно повећавао предност и побиједио је два минута и 21 секунду испред групе, док је Ван Арт завршио на четвртом мјесту, изгубивши у спринту од Лапорта и Метјуза.

### 2023.
Током сезоне 2022/23. у циклокросу, возио је пет трка у оквиру Свјетског купа, гдје је на двије побиједио, а три завршио на другом мјесту. У Суперпрестижу је остварио три побједе, а у такмичењу  бадкамерс трофеј остварио је двије побједе. На Свјетском првенству изгубио је у спринту од Ван дер Пула, освојивши сребрну медаљу четврти пут у каријери.
Сезону на друму почео је у марту на Тирено—Адријатику, након што је због болести морао да пропусти Страде Бјанке. Хронометар на отварању завршио је на 45 мјесту, преко минут иза Гане. У наставку је радио за Роглича, који је освојио трку, док је Ван Арт је завршио на 53 мјесту, 30 минута иза. Недељу дана касније возио је Милано—Санремо, гдје се на успону Пођо ди Санремо издвојио од групе заједно са Ван дер Пулом, Ганом и Погачаром. При врху успона је напао Ван дер Пул, што нико није могао да прати. Ван Арт је радио у другој групи, која је на циљ дошла 15 секунди иза Ван дер Пула и завршио је на трећем мјесту, изгубивши у спринту од Гане. Дана 24. марта возио је Е3 Саксо банк класик, гдје је Ван дер Пул напао на успону Таленберг, на 80  до циља, што је одмах пратио Ван Арт, а затим су им се придружили Погачар, Ван Хојдонк, Мохорич и Краг Андерсен и стекли су предност испред групе. На успону Патеберг, на око 40  до циља, Ван дер Пул је напао, што је пратио Погачар, док је Ван Арт заостајао, али је успио да их достигне. Њих тројица су радили заједно до циља, Ван Арт је почео први да спринта и побиједио је, освојивши трку другу годину заредом. Два дана касније возио је Гент—Вевелгем, гдје су његови сувозачи Лапорт и Ван Хојдонк отишли у бијег на 70 km до циља заједно са још 20 возача, а након што су достигнути, Ван Арт и Лапорт су напали на успону Кемелберг и брзо стекли десет секунди предности. До краја су само повећавали предност, а на последњем прелазу преко успона Камелберг Лапорт није могао да га прати, због чега је Ван Арт успорио како би га сачекао. Они су на циљ дошли заједно, минут и 56 секунди испред прве групе, а Ван Арт је препустио побједу Лапорту. Том Бонен, Меркс и Јохан Мусеув су га критиковали због тога, истичући да ће можда за 15 година зажалити због одлуке, а Бонен је изјавио да је претјерано чекати сувозача на успону а затим му поклонити побједу.
Почетком априла возио је Ронде ван Фландерен. На другом прелазу преко успона Ауде кваремонт, на око 55 km до циља, Погачар је напао, што нико из групе није пратио и смањио је заостатак иза бјегунаца. Лапорт га је први достигао, а затим Ван Арт и Ван дер Пул, након чега је Погачар поново напао на успону Копенберг, на 40 km до циља, што су пратили Ван Арт и Ван дер Пул. На успону Кројзберг, на 27 km до циља, Ван дер Пул је напао, што је пратио Погачар, а Ван Арт је отпао. Ван Хојдонк је успорио из бијега како би помогао Ван Арту, док је Погачар напао на последњем прелазу преко успона Ауде кваремонт, што Ван дер Пул није могао да прати. Обојица су престигли бјегунце, Погачар је побиједио 16 секунди испред Ван дер Пула, док је Ван Арт завршио на четвртом мјесту, у групи која је дошла минут и 12 секунди иза Погачара, изгубивши у спринту за треће мјесто од Педерсена. Недељу дана касније возио је Париз—Рубе, гдје је напао на сектору 20, на 100  до циља, што је пратило пет возача, а затим их је достигла друга група на сектору 18 и у водећој групи било је 13 возача, који су имали предност преко минут испред главне групе. На сектору 16 Филипсен и Флоријан Вермеш су радили за Ван дер Пула, који је нападао неколико пута на сектору 11, што су у почетку пратили Дегенколб, Ван Арт и Филипсен, али су их достигли и други и у водећој групи је било седам возача. Ван Арт је напао на четвртом сектору, што је пратио само Ван дер Пул, који је након тога изашао на чело, а Ван Арт је прво почео да заостаје, а затим му је пукла гума и достигли су га други возачи. Ван дер Пул је стекао предност од 35 секунди, док је Ван Арт напао из друге групе, што је пратио само Филипсен. Њих двојица су на циљ дошли заједно, 46 секунди иза Ван дер Пула, а у спринту је побиједио Филипсен, док је Ван Арт завршио на трећем мјесту. У јуну је возио Тур де Свис, гдје је хронометар на отварању завршио на трећем мјесту, десет секунди иза Кинга и четири секунде иза Евенепула. Ђино Медер је погинуо након пада на петој етапи, због чега шеста етапа није била такмичарска, а на седмој се вријеме за генерални пласман рачунало на 25 km до циља, до кад је група била заједно, а касније је напао Евенепул и побиједио на етапи, док је Ван Арт завршио на другом мјесту. Хронометар на последњој, осмој етапи, завршио је на петом мјесту, 28 секунди иза Хуана Ајуса и трку је завршио на 31 мјесту у генералном пласману, 33 минута иза Матијаса Скјелмосеа. Крајем јуна, освојио је национално првенство у вожњи на хронометар по трећи пут, 50 секунди испред Алека Сеџерта.
У јулу је возио Тур де Франс, а прије почетка је изјавио да му поновно освајање класификације по поенима није приоритет, већ да ће помагати Вингегору и да ће покушати да оствари понеку етапну побједу. Такође је истакао да ће можда напустити Тур током последње недеље због порођаја супруге, изјавивши да не намјерава да пропусти рођење другог дјетета. На другој етапи, Виктор Лафај је напао у последњем километру и остварио је соло побједу, док је Ван Арт одспринтао групу и завршио на другом мјесту. Послије етапе медији су критиковали Вингегора због тога што није радио на челу групе како би помогао Ван Арту да достигне Лафаја и да се бори за побједу. Па петој етапи је био у бијегу са још преко 30 возача, након што је достигнут радио је кратко за Вингегора, а затим је отпао и завршио осам минута иза. На шестој етапи је одмах напао на почетку са Алафилипом, а касније их је пратило још возача који су отишли у бијег са њима. На успону Кол ди Турмале у бијегу је остало само пет возача, а у главној групи је Вилко Келдерман радио на челу за тим Јумбо—визма, што су пратили само Сеп Кус, Вингегор и Погачар. Вингегор је напао при врху, што је пратио Погачар, а Ван Арт их је чекао на спусту како би радио за Вингегора на последњем успону Котерет Камбаск. Они су достигли преостале бјегунце, Ван Арт је радио кратко на челу, а отпао је када је Вингегор напао и завршио је пет минута иза. Након првог дана одмора, пред почетак десете етапе, Скјелмосе је у интервјуу за данске медије изјавио да ће Ван Арт напустити Тур одмах, што је Ван Арт демантовао након етапе, а Скјелмосе се извинио изјавивши да је рекао нешто о чему није размишљао. На десетој етапи, на 45 km до циља, када је бијег већ имао предност око три минута, Ван дер Пул је напао из главне групе, што је пратио Ван Арт, а затим радио са њим и стекли су 45 секунди предности испред групе, а смањили заостатак на два минута иза бјегунаца. Послије 15 km колико су провели између двије групе, Ван дер Пул је успорио и достигнут је, док је Ван Арт и даље био 30 секунди испред, али је и он успорио како би био достигнут. Послије етапе, Том Димулен га је критиковао, изјавивши да је то било непотребно трошење енергије за тим који жели да освоји Тур. На етапи 15, отишао је у бијег заједно са још 35 возача. На успону у финишу напао је Марк Солер, а на спусту су га достигли Ван Арт, Кристс Нејландс и Ваут Пулс. Они су стекли 50 секунди предности, а Нејландс је пао на спусту, док је на последњем успону, на 11 km до циља, напао Пулс, што Ван Арт није могао да прати, а Солер је успорио како би радио за Погачара. До краја се предност повећавала и завршио је на другом мјесту, два минута иза Пулса. Након другог дана одмора, на етапи 16 је вожен хронометар у дужини од 22,4 km, са једним брдским циљем друге категорије, који је био дуг 2,5 km и налазио се на 3,5 km до циља. У тренутку када је прошао кроз циљ поставио је најбоље вријеме, али када је стартовао Вингегор, имао је 20 секунди боље вријеме послије четири минута вожње. До краја је предност само расла и хронометар је завршио на трећем мјесту, два минута и 51 секунду иза Вингегора и минут и 20 секунди иза Погачара. Прије почетка етапе 18 напустио је трку како би присуствовао рођењу свог другог дјетета. На последњој, етапи 21, тим Јумбо—визма је прошао кроз циљ након групе, славећи што је Вингегор освојио Тур де Франс другу годину заредом, а Лапорт је држао број 6, који је Ван Арт носио током трке, док је на подијуму за побједника тимске класификације, Вингегор држао његов број.
Почетком августа возио је друмску трку на Свјетском првенству, гдје је Ван дер Пул напао на 78 km до циља, што је прво пратио Ван Арт, а затим Бетиол, Погачар, Метју Динам и Педерсен и достигли су Кевина Вермеркеа који је био испред. На 55 km до циља, Бетиол је напао, што нико није одмах пратио и стекао је предност од 40 секунди. Ван Арт, Ван дер Пул, Погачар и Педерсен су једини остали у групи иза и достигли су Бетиола на 22 km до циља, након чега је Ван дер Пул напао, што нико није могао да прати. Он је константно повећавао предност, док је Ван Арт напао из групе иза и завршио је на другом мјесту, минут и 37 секунди иза Ван дер Пула, освојивши сребрну медаљу по други пут. Пет дана касније возио је хронометар на Свјетском првенству, који је завршио на петом мјесту, минут и 37 секунди иза Евенепула. Дана 26. августа побиједио је на Свјетској серији Хуфа у бициклизму на шљунку, девет минута испред Дена Сетеа, након чега је изјавио да му то даје самопоуздање за Свјетско првенство. Почетком септембра возио је Тур оф Бритејн трку, гдје је радио за сувозача Олава Која, који је на прве четири етапе остварио све четири побједе у спринту, а поред тога што је спроводио Која за спринт, Ван Арт је једну етапу завршио на другом, а једну на трећем мјесту. На петој етапи, напао је у последњем километру и побиједио је три секунде испред групе коју је одспринтао Итан Вернон, чиме је преузео лидерску мајицу. На седмој етапи, напао је на 12 km до циља, што су пратили Бен Тарнер, Марк Донован и Стивен Вилијамс. На 4 km до циља поново је напао, што нико није пратио, али га је група достигла на 800 метара до циља и завршио је на 12 мјесту, последњем у првој групи. На последњој, осмој етапи, Карлос Родригез је напао на 52  до циља, што је пратио Вилијамс и стекли су минут предности. До краја је тим Јумбо—визма смањио заостатак, Вилијамс је достигнут, након чега је Ван Арт напао у финишу и завршио је на другом мјесту, 11 секунди иза Родригеза, захваљујући чему је освојио трку три секунде испред Тобијаса Халанд Јоханесена. Он је постао трећи возач у историји који је трку освојио два пута, послије Босон Хагена и Ларса Бома. Сезону је наставио на Европском првенству, гдје је хронометар завршио на трећем мјесту, 43 секунде иза Џошуе Тарлинга и секунду иза Стефана Бисежера, освојивши бронзану медаљу. Четири дана касније возио је друмску трку, гдје је Лапорт напао на 12  до циља и стекао је 15 секунди предности. У групи иза су радили Ван Арт, Кој и Арно де Ли, који су смањили заостатак; Ван Арт је напао у финишу, што је пратио Кој, скоро су стигли до Лапорта, који је успио да побиједи, док је Ван Арт одспринтао Која и освојио је сребрну медаљу. То му је била 13 сребрна медаља на првенствима и у циклокросу и на друму. Дана 2. октобра возио је Копа Берноки, гдје је тим Јумбо—визма радио на челу групе, а на последњем прелазу преко успона Пиколи Стелвио, на 35 km до циља, усљед јаког темпа група се раздвојила и у првој групи остало је десет возача. Тимови Јумбо—визма и Судал—Квик-степ су радили на челу и повећали су предност на преко минут. Тиш Бенот и Јан Тратник су радили за Ван Арта, који је почео да спринта први и побиједио је испред Винченца Албанезеа. Три дана касније возио је Гран Пијемонт, гдје се на успону Алпете, на око 40  до циља, група раздвојила, Ван Арт је остао у другој групи и завршио је преко три минута иза Бађиолија. Дана 8. октобра возио је Свјетско првенство у бициклизму на шљунку, гдје је на почетку имао механичких проблема, али је успио да се врати у групу. На 100 km до циља је пао и док је поправио бицикл заостајао је неколико минута иза водећих возача. Успио је да достигне бројне возаче и завршио је на осмом мјесту, преко осам минута иза Мохорича, а на објави о активној вожњи коју је поставио на сајту Strava, одвезао је трку два минута брже од Мохорича. Послије првенства завршио је сезону.

### 2024.
Током сезоне 2023/24. у циклокросу, остварио је једну побједу у Свјетском купу, у Бенидорму три секунде испред Ванхуренхута, док је двије трке завршио на другом мјесту и једну на петом, а у укупном пласману завршио је на 15 мјесту, возећи само четири трке. У Суперпрестижу је возио само једну трку, у Хезден Золдеру, на којој је побиједио осам секунди испред Елија Исербита. У Ексакт кросу је возио двије трке, у Есену је побиједио минут и по испред Јенса Адамса док је на трци у Молу завршио на другом мјесту, минут и 17 секунди иза Ван дер Пула. У такмичењу  бадкамерс трофеј возио је двије трке; у Балу је завршио на другом мјесту, скоро два минута иза Ван дер Пула, а у Коксајдеу на трећем мјесту, иза Ван дер Пула и Пима Ронхара.
Пред почетак сезоне на друму, истакао је да му је главни циљ за 2024. Ђиро д’Италија. Сезону је почео на Класика де Алмерија трци, коју је завршио на десетом мјесту, радећи за Која који је побиједио у спринту, након чега је возио класик Хаен параизо интериор, који је завршио на последњем мјесту. Средином фебруара возио је Волта ао Алгарве трку, гдје је побиједио у спринту на трећој етапи, остваривши прву побједу у сезони, захваљујући чему је дошао на осмо мјесто у генералном пласману, 22 секунде иза Мартинеза. Хронометар на четвртој етапи завршио је на 11 мјесту, минут иза Евенепула, али је надокнадио вријеме иза других возача и дошао је на четврто мјесто у генералном пласману, минут и 18 секунди иза Евенепула. На последњој, петој етапи, напао је на 40  до циља заједно са Беном Хилијем, стигли су бјегунце и стекли су преко минут предности, због чега је Ван Арт био виртуелни лидер трке. У главној групи су радили на челу тимови Судал—Квик-степ и Бора—ханзгро, који су постепено смањивали њихову предност, а затим су их достигли у последњих пет километара и Ван Арт је одмах отпао. Етапу је завршио 33 секунде иза Мартинеза, а у генералном пласману је завршио на седмом мјесту, минут и 57 секунди иза Евенепула и двије секунде испред Куса. Дана 24. фебруара возио је Омлоп хет Нијувсблад, гдје је тим Визма—лејз а бајк раздвојио групу јаким темпом на 100  до циља и у главној групи је остало 30 возача, који су достигли бјегунце. На успону Волвенберг, на 50 km до циља, одвојила се група од седам возача, у којој је био Ван Арт заједно са сувозачима Лапортом и Јоргенсеном. На 21 km до циља, Јоргенсен је напао, док је групу достигло још возача. Јоргенсен је достигнут на успону Босберг, након чега је Тратник напао на 9 km до циља, што је пратио Полит. Они су стекли 40 секунди предности, док је у групи Ван Арт само пратио друге возаче. Тратник је побиједио нападом у финишу, а Ван Арт је одспринтао групу и завршио је на трећем мјесту, осам секунди иза. Дан касније возио је Кирн—Брисел—Кирн, гдје је напао на 85 km до циља, што су пратили само Веленс и Ојер Лазкано. Они су радили заједно до циља, а Ван Арт је побиједио у спринту.
Крајем марта возио је Е3 Саксо банк класик, гдје је пао на успону Патеберг, током којег је Ван дер Пул напао, што нико није могао да прати. Радио је у групи иза са Стојвеном, Педерсенон, Грмајом и Веленсом, а затим је напао на успону Ауде кваремонт, што у почетку нико није пратио, али га је у финишу достигао Стојвен и отишао од њега; трку је завршио на трећем мјесту, минут и 34 секунде иза Ван дер Пула, као и три секунде иза Стојвена. Сезону је наставио на Дварс дор Фландерену, гдје је пао на 66 km до циља, због чега је морао да напусти трку. На трци је побиједио његов сувозач Јоргенсен, којег су медији критиковали због тога што је напао одмах послије пада. У болници му је дијагностикован прелом кључне кости и неколико сломљених ребара, због чега је морао да пропусти Ронде ван Фландерен, Париз—Рубе и Амстел голд рејс које је планирао да вози. Дана 11. априла објавио је да неће возити Ђиро д’Италију, на којој је требало да дебитује, истакавши да му је важније да се потпуно опорави.

## Приватни живот
Оженио се са женом Саром де Би у јулу 2018. године, са којом има два сина, Џорџа који је рођен 2021. и Џерома који је рођен 2023. године. Напустио је Тур де Франс 2023. прије почетка етапе 18, како би присуствовао рођењу другог дјетета.
Спонзор му је компанија Ред бул, чију кацигу носи, а након побједе на четвртој етапи на Тур де Франсу 2022. славио је имитирајући птицу, што су многи критиковали истичући да подсјећа на слоган компаније „Ред бул даје ти крила“, док је он истицао да је хтио да покаже да му је жута мајица дала крила. У августу 2022. снимио је рекламу за компанију Ред бул, заједно са Максом Верстапеном. Посједује своју линију одјеће под називом Panache, гдје се између осталог производе јакне, мајице, дуксерице и џемпери са словима WVA која представљају његове иницијале. Био је велики обожаватељ телевизијске серије Игра пријестола.
Током Тур де Франса 2022. године, Netflix је снимио документарац под називом Tour de France: Unchained, који је пратио возаче и тимове кроз трку, укључујући Ван Арта и Тим Јумбо–визма. Од премијере је изразио да се не слаже са начином на који је приказан у серији, изјавивши: „Прилично је узнемирујуће што је у документарцу било прича којих није било. За мене је серија фокусирана на метеж.“

## Резултати на тркама

### Резултати на гранд тур тркама
| Гранд тур трке  | 2019. | 2020. | 2021. | 2022. | 2023. | 2024. |
| --------------- | ----- | ----- | ----- | ----- | ----- | ----- |
| Ђиро д’Италија  | —     | —     | —     | —     | —     | —     |
| Тур де Франс    |       | 20    | 19    | 22    |       |       |
| Вуелта а Еспања | —     | —     | —     | —     | —     |       |

### Резултати на главним етапним тркама
| Етапне трке          | 2019. | 2020. | 2021. | 2022. | 2023. | 2024. |
| -------------------- | ----- | ----- | ----- | ----- | ----- | ----- |
| Париз—Ница           | —     | —     | —     | 32    | —     | —     |
| Тирено—Адријатико    | —     | —     | 2     | —     | 53    | —     |
| Вуелта а Каталуња    | —     |       | —     | —     | —     | —     |
| Вуелта ал Паис Баско | —     | —     | —     | —     | —     |       |
| Тур де Романди       | —     | —     | —     | —     | —     |       |
| Критеријум ди Дофине | 47    | 32    | —     | 49    | —     |       |
| Тур де Свис          | —     |       | —     | —     | 31    |       |

### Резултати на класицима
| Монументални класици           | 2018. | 2019. | 2020. | 2021. | 2022. | 2023. | 2024. |
| ------------------------------ | ----- | ----- | ----- | ----- | ----- | ----- | ----- |
| Милано—Санремо                 | —     | 6     | 1     | 3     | 8     | 3     | —     |
| Ронде ван Фландерен            | 9     | 14    | 2     | 6     | —     | 4     | —     |
| Париз—Рубе                     | 13    | 22    |       | 7     | 2     | 3     | —     |
| Лијеж—Бастоњ—Лијеж             | —     | —     | —     | —     | 3     | —     | —     |
| Ђиро ди Ломбардија             | —     | —     | —     | —     | —     | —     |       |
| Остали класици                 | 2018. | 2019. | 2020. | 2021. | 2022. | 2023. | 2024. |
| Кадел Еванс рејс               | —     | —     | —     | —     | —     | —     | —     |
| Омлоп хет Нијувсблад           | 32    | 13    | 11    | —     | 1     | —     | 3     |
| Страде Бјанке                  | 3     | 3     | 1     | 4     | —     | —     | —     |
| Класик Бриж—Де Пан             | 36    | —     | —     | —     | —     | —     | —     |
| Е3 Саксо банк                  | —     | 2     | —     | 11    | 1     | 1     | 3     |
| Гент—Вевелгем                  | 10    | 29    | 8     | 1     | 22    | 2     | —     |
| Дварс дор Фландерен            | 83    | —     | —     | —     | —     | —     |       |
| Амстел голд рејс               | —     | 58    | —     | 1     | —     | —     | —     |
| Флеш Валон                     | —     | —     | —     | —     | —     | —     | —     |
| Ешборн—Франкфурт               | —     | —     | —     | —     | —     | —     | —     |
| Класик Сан Себастијан          | —     | —     | —     | —     | —     | —     |       |
| Хамбург сајкласик              | —     | —     | —     | —     | 2     | —     |       |
| Бретање класик                 | —     | —     | —     | —     | 1     | —     |       |
| Гран при сајклисте де Квебек   | —     | —     | —     | —     | 4     | —     |       |
| Гран при сајклисте де Монтреал | —     | —     | —     | —     | 2     | —     |       |
| Кирн—Брисел—Кирн               | —     | —     | —     | —     | —     | —     | 3     |
| Брабантсе пајл                 | —     | —     | —     | —     | 2     | —     | —     |
| Милано—Торино                  | —     | —     | 3     | —     | —     | —     |       |
| Копа Берноки                   | —     | —     | —     | —     | —     | 1     |       |

### Резултати на Олимпијским играма
| Олимпијске игре     | 2020. |
| ------------------- | ----- |
| Друмска трка        | 2     |
| Вожња на хронометар | 6     |

### Резултати на Свјетском првенству
| Свјетско првенство у друмској вожњи | 2018. | 2019. | 2020. | 2021. | 2022. | 2023. | 2024. |
| ----------------------------------- | ----- | ----- | ----- | ----- | ----- | ----- | ----- |
| Друмска трка                        | —     | —     | 2     | 11    | 4     | 2     |       |
| Вожња на хронометар                 | —     | —     | 2     | 2     | —     | 5     |       |

### Резултати на Европском првенству
| Европско првенство у друмској вожњи | 2018. | 2019. | 2020. | 2021. | 2022. | 2023. | 2024. |
| ----------------------------------- | ----- | ----- | ----- | ----- | ----- | ----- | ----- |
| Друмска трка                        | 3     | —     | —     | —     | —     | 2     |       |
| Вожња на хронометар                 | —     | —     | —     | —     | —     | 3     |       |

### Резултати на националном првенству
| Првенство Белгије   | 2014. | 2015. | 2016. | 2017. | 2018. | 2019. | 2020. | 2021. | 2022. | 2023. | 2024. |
| ------------------- | ----- | ----- | ----- | ----- | ----- | ----- | ----- | ----- | ----- | ----- | ----- |
| Друмска трка        | 63    | 47    | 9     | 60    | 13    | 3     | —     | 1     | —     | 47    |       |
| Вожња на хронометар | —     | —     | —     | 6     | —     | 1     | 1     | —     | —     | 1     |       |

### Резултати у циклокросу
| Првенства          | 2015. | 2016. | 2017. | 2018. | 2019. | 2020. | 2021. | 2022. | 2023. | 2024. |
| ------------------ | ----- | ----- | ----- | ----- | ----- | ----- | ----- | ----- | ----- | ----- |
| Свјетско првенство | 2     | 1     | 1     | 1     | 2     | 4     | 2     | —     | 2     | —     |
| Европско првенство | 2     | 3     | —     | 2     | —     | —     | —     | —     | —     | —     |
| Првенство Белгије  | 3     | 1     | 1     | 1     | 2     | 5     | 1     | 1     | —     | —     |

| — | Није учествовао |
|   | Није завршио    |
|   | Није одржано    |